# Andreï Gordiaguine
Andreï Iakovlevitch Gordiaguine (en russe Андрей Яковлевич Гордягин), né le 17 octobre 1865 à Perm et mort le 15 janvier 1932 à Kazan, est un géo-botaniste et explorateur russe,,,,. 

## Biographie
Fils d'un officier, Andreï Gordiaguine est diplômé du gymnasium (lycée) classique de Perm avec une médaille d'argent, et entre en 1883 à la Faculté de médecine de l'Université de Kazan. Au bout d'un an, il incorpore le département des sciences naturelles de la faculté de physique et de mathématiques. En 1888, il termine ses études avec une thèse sur la végétation autour de Krasnooufimsk et devient postulant au doctorat de sciences naturelles.
Il continue d'étudier et mène aussi des recherches pédologiques et botaniques dans le gouvernorat de Kazan pour le compte de la Société des naturalistes. En 1891, il devient privatdozent de l'Université de Kazan au département de botanique et chargé de cours en taxonomie des plantes à graines. À partir de 1897, il donne des conférences sur la phytotomie et la physiologie végétale. À partir de 1892, il effectue des investigations botaniques et géographiques au milieu des mois d'été dans l'Oural et en Sibérie occidentale. En mai 1901, il soutient sa thèse de maîtrise sur le sol et la végétation de la Sibérie occidentale autour de Tobolsk, après quoi il reçoit immédiatement un doctorat en sciences botaniques et en 1902 la médaille d'argent Prjewalski de la Société russe de géographie. En septembre 1901, il devient professeur agrégé au département de physiologie végétale et en août 1903, professeur titulaire au département de botanique de l'université de Kazan et chef du cabinet botanique. À partir de 1908, il gère également le Jardin botanique de Kazan.
Début juin 1902, il part pour une excursion au mont Bolchoïe Bogdo près d'Akhtoubinsk dans le delta de la Volga avec l'entomologiste Mikhaïl Rousskine. Trois ans plus tard, il publie son rapport sur le voyage dans la friche d'Astrakhan, dans lequel il résume pour la première fois toutes les données disponibles sur la flore des Bolchoïe Bogdo afin de pouvoir évaluer ultérieurement les changements. Ce faisant, il s'est appuyé, entre autres, sur les travaux de Pallas, ainsi que sur les collections d'herbiers d'Eduard Friedrich von Eversmann et de Rafaïl Rispolojenski. Un cercle se forme alors autour de lui composé de ses étudiants Nikolaï Busch, Boris Keller, Viatcheslav Salenski, Valery Taliev (en), Ivan Spryguine, Dmitri Janischewski et Valentin Smirnov.
En juillet 1909, Gordiaguine est nommé professeur titulaire à la faculté de médecine de la nouvelle université impériale de Saratov, où il fonde et dirige le département de botanique. Il est membre du conseil d'administration de l'université.
À l'été 1914, il est soudainement transféré à l'Université de Kazan, où ses opportunités d'emploi sont limitées à la suite de la Première Guerre mondiale et de la Révolution d'Octobre. Un cercle géo-botanique de ses étudiants s'est à nouveau formé autour de lui, dont Vassian Porfiriev et Lioubov Vassilieva sont membres.
Il est élu membre correspondant de l'Académie des sciences de l'URSS en 1929.

## Récompenses et distinctions
- Ordre de Sainte-Anne (2e classe)
- Ordre de Saint-Vladimir (4e classe)
- Héros du travail de la République socialiste fédérative soviétique de Russie (1929)